# Sinopotamon yaanense
Sinopotamon yaanense is een krabbensoort uit de familie van de Potamidae. De wetenschappelijke naam van de soort is voor het eerst geldig gepubliceerd in 1962 door Chung & Tsao.